# Joseph Sauer
Joseph Sauer, né le 7 juin 1872 à Unzhurst et mort le 13 avril 1949 à Fribourg-en-Brisgau, est un prêtre et théologien catholique allemand, historien du christianisme et historien de l'art.

## Biographe
Après la réussite de son Abitur à Rastatt en 1891, il part étudier la théologie catholique à l'Université de Fribourg-en-Brisgau où il ne se considère pas comme partisan de la néo-scholastique. Après son ordination le 5 juillet 1898 à l'abbaye Saint-Pierre dans la Forêt-Noire, il obtient son doctorat en 1900 à l'Université de Fribourg-en-Brisgau avec un travail sur le symbolisme du bâtiment de l'église et de ses équipements dans la conception du Moyen Age. Joseph Sauer est un étudiant du catholique libéral et historien de l'art Franz Xaver Kraus.